# Élections provinciales néo-calédoniennes de 2019
Les élections provinciales de 2019 ont lieu en Nouvelle-Calédonie le 12 mai afin d'élire les assemblées des trois provinces de la Nouvelle-Calédonie (Sud, Nord et Îles Loyauté). Une partie des membres de ces assemblées forment à leur tour le Congrès de la Nouvelle-Calédonie, qui élit ensuite un gouvernement collégial qui détient le pouvoir exécutif local. 
Le scrutin voit la victoire des partis loyalistes, qui gardent la majorité absolue au Congrès, la coalition de droite non-indépendantiste L'Avenir en confiance progressant au détriment du parti de centre droit Calédonie ensemble, également sur une ligne non-indépendantiste mais plus modérée. Les partis indépendantistes conservent la majorité au sein des provinces Nord et des îles Loyauté, mais échouent à remporter la majorité au Congrès. Ce dernier est chargé d'accompagner le processus des accords de Matignon-Oudinot et de Nouméa à leur terme, conférant ainsi au scrutin une importance particulière sur l'île,.

## Contexte
Le scrutin se déroule moins d'un an après le référendum de 2018 sur l'indépendance de la Nouvelle-Calédonie et alors que l'accord de Nouméa prévoit la possibilité de deux autres consultations en 2020 et 2022 si le congrès en prend chaque fois la décision. Une telle décision pourra ainsi être prise par un minimum d'un tiers des membres du Congrès élu au cours de ces élections. Le vote ne peut en effet avoir lieu qu'à compter de six mois après le référendum, soit le 19 mai 2019.

## Système électoral
L'élection se fait au suffrage universel parmi les citoyens néo-calédoniens, le corps électoral étant alors composé, de par la loi constitutionnelle du 23 février 2007 modifiant l’article 77 de la Constitution, par les personnes résidant en Nouvelle-Calédonie depuis le 8 novembre 1998 au minimum et leurs enfants une fois atteints l'âge de la majorité. On parle de « corps électoral gelé »,.
Il y a alors 169 635 inscrits sur cette liste électorale spéciale, dont 108 516 dans le Sud, 39 913 dans le Nord et 21 206 dans la province des îles Loyauté.
Le scrutin, à un seul tour, se déroule à la proportionnelle plurinominale, selon la règle de la plus forte moyenne, dans chaque province, chaque liste devant dépasser la barre des 5 % des inscrits pour obtenir au moins un élu. Ensuite, proportionnellement au résultat, un certain nombre d'élus de chaque liste est choisi pour former le Congrès, l'institution délibérative et législative locale.
Le nombre de sièges à pourvoir est réparti par provinces :
- Assemblée de la province Sud : 40 dont 32 siègent également au Congrès ;
- Assemblée de la province Nord : 22 dont 15 au Congrès ;
- Assemblée de la province des îles Loyauté : 14 dont 7 au Congrès.

## Résultats précédents

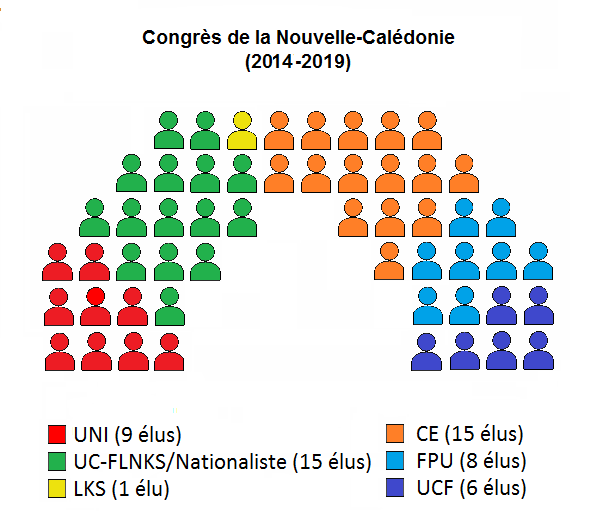
Congrès de la Nouvelle-Calédonie (2014-2019).

Les élections provinciales de 2014 ont vu arriver en tête, par cumul des voix des trois provinces, le parti Calédonie ensemble, suivi du Front pour l'unité et de l'Union calédonienne. Les présidences des assemblées provinciales reviennent à Philippe Michel de Calédonie ensemble dans le Sud, Paul Néaoutyine de l'UNI-Palika dans le Nord et Néko Hnepeune de l'Union calédonienne aux Îles Loyauté. Gaël Yanno, de l'Union pour la Calédonie dans la France et du Mouvement populaire calédonien, est élu président du Congrès et Cynthia Ligeard, du Front pour l'unité et du Rassemblement, devient présidente du gouvernement.

## Forces en présence
| Listes et partis          | Listes et partis | Positionnement                                                                   | Tête de liste          |
| Province Sud              | Province Sud | Province Sud                                                                     | Province Sud           |
| ------------------------- | --- | -------------------------------------------------------------------------------- | ---------------------- |
|                           | Calédonie nouvelle et réunie CNR                                                                                           | Droite anti-indépendantiste Nationalisme calédonien                              | Édouard Léoni          |
|                           | Alliance citoyenne pour la transition, construire notre pays en Mélanésie ACT                                              | Attrape-tout Écologisme, démocratie directe                                      | Martine Cornaille      |
|                           | L'Avenir en confiance LRC, Le Rassemblement-LR, MPC, MRC, Tous Calédoniens                                                 | Droite anti-indépendantiste Libéral-conservatisme                                | Sonia Backès           |
|                           | L'Éveil océanien | Centre anti-indépendantiste Communautarisme wallisien et futunien                | Milakulo Tukumuli      |
|                           | Mouvement néo-indépendantiste et souverainiste Sud MNIS                                                                    | Extrême gauche indépendantiste Nationalisme kanak, souverainisme                 | Luther Voudjo          |
|                           | Rassemblement national | Extrême droite anti-indépendantiste Nationalisme français, centralisme           | Alain Descombels       |
|                           | Destin commun calédonien                                                                                                   | Centre anti-indépendantiste Transformisme, multiculturalisme, populisme          | Giovanni Talafili      |
|                           | Construire autrement | Attrape-tout Transformisme, anti-corruption                                      | Joël Kasarherou        |
|                           | Parti travailliste et forces progressistes pour l'unité et le changement PT                                                | Extrême gauche indépendantiste Nationalisme kanak, altermondialisme              | Cyprien Kawa           |
|                           | FLNKS UC, Palika, UPM, RDO, DUS                                                                                            | Gauche indépendantiste Nationalisme kanak, socialisme                            | Roch Wamytan           |
|                           | Calédoniens ensemble, pour un avenir du pays dans la paix, aux couleurs de la France CE, Rassemblement diss., Palika diss. | Centre droit anti-indépendantiste Social-libéralisme                             | Philippe Gomès         |
| Province Nord             | |                                                                                  |                        |
|                           | Parti travailliste « Osons le changement » PT, LKS Est                                                                     | Extrême gauche indépendantiste Nationalisme kanak, altermondialisme              | Rock Doui              |
|                           | Agissons pour le Nord LRC, Le Rassemblement-LR, MPC, MRC, Tous Calédoniens                                                 | Droite anti-indépendantiste Libéral-conservatisme                                | Alcide Ponga           |
|                           | Union calédonienne-FLNKS UC, Calédonie ensemble diss.                                                                      | Gauche indépendantiste Nationalisme kanak, socialisme mélanésien                 | Daniel Goa             |
|                           | Mouvement néo-indépendantiste et souverainiste Nord MNIS                                                                   | Extrême gauche indépendantiste Nationalisme kanak, souverainisme                 | Axelle Normandon       |
|                           | UNI Nord Palika, UPM | Gauche indépendantiste Nationalisme kanak, socialisme scientifique               | Paul Néaoutyine        |
|                           | Une Province pour tous, Calédoniens ensemble, pour un avenir du pays dans la paix aux couleurs de la France CE             | Centre droit anti-indépendantiste Social-libéralisme                             | Gérard Poadja          |
| Province des îles Loyauté | |                                                                                  |                        |
|                           | Parti travailliste PT | Extrême gauche indépendantiste Nationalisme kanak, altermondialisme              | Louis Kotra Uregei     |
|                           | Union calédonienne-FLNKS UC                                                                                                | Gauche indépendantiste Nationalisme kanak, socialisme mélanésien                 | Jacques Lalié          |
|                           | Mouvement néo-indépendantiste et souverainiste Îles DASP, MNIS                                                             | Extrême gauche indépendantiste Nationalisme kanak, droit des peuples autochtones | Germaine Némia-Bishop, |
|                           | Parti de libération kanak Îles Palika                                                                                      | Gauche indépendantiste Nationalisme kanak, socialisme scientifique               | Charles Washetine      |
|                           | Nouvelle vision des îles Calédonie ensemble, LRC diss., Le Rassemblement diss.                                             | Centre droit anti-indépendantiste Social-libéralisme                             | Jean-Éric Naxue        |
|                           | Avec nous LRC, Le Rassemblement-LR, MPC, MRC, Tous Calédoniens                                                             | Droite anti-indépendantiste Libéral-conservatisme                                | Simon Loueckhote       |
|                           | Dynamique autochtone LKS                                                                                                   | Gauche indépendantiste Nationalisme kanak, socialisme démocratique               | Omayra Naisseline      |
|                           | Unitaire Kanaky génération                                                                                                 | Gauche indépendantiste Nationalisme kanak                                        | Davy Bolo              |

## Résultats

### Congrès
|       |                                                                      |        |               |  |  |  |  |  |  |
| Parti | Parti                                                                | Sièges | +/-           |  |  |  |  |  |  |
|       | L'Avenir en confiance                                                | 18     | 5             |  |  |  |  |  |  |
|       | Union nationale pour l'indépendance                                  | 9      | 2             |  |  |  |  |  |  |
|       | Union calédonienne-Front de libération nationale kanak et socialiste | 9      | 1             |  |  |  |  |  |  |
|       | Calédonie ensemble                                                   | 7      | 8             |  |  |  |  |  |  |
|       | Front de libération nationale kanak et socialiste                    | 6      | 1             |  |  |  |  |  |  |
|       | L'Éveil océanien                                                     | 3      | 3             |  |  |  |  |  |  |
|       | Parti travailliste                                                   | 1      | 1             |  |  |  |  |  |  |
|       | Libération kanak socialiste                                          | 1      | en stagnation |  |  |  |  |  |  |
|       |                                                                      |        |               |  |  |  |  |  |  |
|       | Total anti-indépendantistes                                          | 28     | 1             |  |  |  |  |  |  |
|       | Total indépendantistes                                               | 26     | 1             |  |  |  |  |  |  |
|       |                                                                      |        |               |  |  |  |  |  |  |
| Total | Total                                                                | 54     | en stagnation |  |  |  |  |  |  |

### Province Sud
|                          |                                                                             |         |       |       |        |               |         |               |  |  |
| Parti                    | Parti                                                                       | Voix    | %     | +/-   | Sièges | +/-           | Congrès | +/-           |  |  |
|                          | L'Avenir en confiance                                                       | 28 802  | 40,59 | 2,21  | 20     | 5             | 16      | 4             |  |  |
|                          | Calédonie ensemble                                                          | 13 122  | 18,49 | 17,95 | 9      | 8             | 7       | 6             |  |  |
|                          | Front de libération nationale kanak et socialiste                           | 11 269  | 15,88 | 2,13  | 7      | 1             | 6       | 1             |  |  |
|                          | L'Éveil océanien                                                            | 6 077   | 8,56  | 8,56  | 4      | 4             | 3       | 3             |  |  |
|                          | Rassemblement national de Nouvelle-Calédonie                                | 2 707   | 3,81  | 0,16  | 0      | en stagnation | 0       | en stagnation |  |  |
|                          | Alliance citoyenne pour la transition démocratique, écologique et solidaire | 2 043   | 2,88  | 2,88  | 0      | en stagnation | 0       | en stagnation |  |  |
|                          | Construire autrement                                                        | 1 852   | 2,61  | 2,61  | 0      | en stagnation | 0       | en stagnation |  |  |
|                          | Destin commun calédonien                                                    | 1 667   | 2,35  | 2,35  | 0      | en stagnation | 0       | en stagnation |  |  |
|                          | Parti travailliste                                                          | 1 335   | 1,88  | 1,88  | 0      | 1             | 0       | 1             |  |  |
|                          | Mouvement néo-indépendantiste et souverainiste                              | 1 244   | 1,75  | 1,75  | 0      | en stagnation | 0       | en stagnation |  |  |
|                          | Calédonie nouvelle et réunie                                                | 841     | 1,19  | 1,19  | 0      | en stagnation | 0       | en stagnation |  |  |
|                          |                                                                             |         |       |       |        |               |         |               |  |  |
|                          | Anti-indépendantistes                                                       | 53 216  | 74,99 | 7,00  | 33     | en stagnation | 26      | en stagnation |  |  |
|                          | Indépendantistes                                                            | 13 848  | 19,52 | 1,51  | 7      | en stagnation | 6       | en stagnation |  |  |
|                          | Autres listes                                                               | 3 895   | 5,49  | 5,49  | 0      | en stagnation | 0       | en stagnation |  |  |
|                          |                                                                             |         |       |       |        |               |         |               |  |  |
| Suffrages exprimés       | Suffrages exprimés                                                          | 70 959  | 97,33 |       |        |               |         |               |  |  |
| Votes blancs             | Votes blancs                                                                | 1 356   | 1,86  |       |        |               |         |               |  |  |
| Votes nuls               | Votes nuls                                                                  | 592     | 0,81  |       |        |               |         |               |  |  |
| Total                    | Total                                                                       | 72 907  | 100   | -     | 40     | en stagnation | 32      | en stagnation |  |  |
| Abstentions              | Abstentions                                                                 | 35 537  | 32,77 |       |        |               |         |               |  |  |
| Inscrits / participation | Inscrits / participation                                                    | 108 444 | 67,23 | 4,72  |        |               |         |               |  |  |

### Province Nord
|                          |                                                                      |        |       |      |        |               |         |               |  |  |
| Parti                    | Parti                                                                | Voix   | %     | +/-  | Sièges | +/-           | Congrès | +/-           |  |  |
|                          | Union nationale pour l'indépendance                                  | 9 709  | 38,50 | 0,57 | 10     | 1             | 7       | 1             |  |  |
|                          | Union calédonienne-Front de libération nationale kanak et socialiste | 9 069  | 35,96 | 0,60 | 9      | en stagnation | 6       | en stagnation |  |  |
|                          | Agissons pour le nord                                                | 3 072  | 12,18 | 2,82 | 3      | 2             | 2       | 1             |  |  |
|                          | Calédonie ensemble                                                   | 1 975  | 7,83  | 3,11 | 0      | 3             | 0       | 2             |  |  |
|                          | Parti travailliste                                                   | 842    | 3,34  | 3,06 | 0      | en stagnation | 0       | en stagnation |  |  |
|                          | Mouvement néo-indépendantiste et souverainiste                       | 554    | 2,20  | 2,2  | 0      | en stagnation | 0       | en stagnation |  |  |
|                          |                                                                      |        |       |      |        |               |         |               |  |  |
|                          | Indépendantistes                                                     | 20 174 | 79,99 | 0,30 | 19     | 1             | 13      | 1             |  |  |
|                          | Anti-indépendantistes                                                | 5 047  | 20,01 | 0,30 | 3      | 1             | 2       | 1             |  |  |
|                          |                                                                      |        |       |      |        |               |         |               |  |  |
| Suffrages exprimés       | Suffrages exprimés                                                   | 25 221 | 97,93 |      |        |               |         |               |  |  |
| Votes blancs             | Votes blancs                                                         | 300    | 1,16  |      |        |               |         |               |  |  |
| Votes nuls               | Votes nuls                                                           | 233    | 0,91  |      |        |               |         |               |  |  |
| Total                    | Total                                                                | 25 754 | 100   | -    | 22     | en stagnation | 15      | en stagnation |  |  |
| Abstentions              | Abstentions                                                          | 14 149 | 35,46 |      |        |               |         |               |  |  |
| Inscrits / participation | Inscrits / participation                                             | 39 903 | 64,54 | 1,61 |        |               |         |               |  |  |

### Province des îles Loyauté
|                          |                                                                      |        |       |       |        |               |         |               |  |  |
| Parti                    | Parti                                                                | Voix   | %     | +/-   | Sièges | +/-           | Congrès | +/-           |  |  |
|                          | Union calédonienne-Front de libération nationale kanak et socialiste | 5 186  | 37,09 | 13,47 | 6      | 2             | 3       | 1             |  |  |
|                          | Union nationale pour l'indépendance-Parti de libération kanak        | 2 970  | 21,24 | 6,18  | 4      | 2             | 2       | 1             |  |  |
|                          | Parti travailliste                                                   | 2 005  | 14,34 | 1,66  | 2      | en stagnation | 1       | en stagnation |  |  |
|                          | Libération kanak socialiste                                          | 1 536  | 10,98 | 0,51  | 2      | en stagnation | 1       | en stagnation |  |  |
|                          | Calédonie ensemble                                                   | 851    | 6,09  | 6,09  | 0      | en stagnation | 0       | en stagnation |  |  |
|                          | Unitaire Kanaky génération                                           | 800    | 5,72  | 5,72  | 0      | en stagnation | 0       | en stagnation |  |  |
|                          | Avec nous                                                            | 462    | 3,30  | 3,59  | 0      | en stagnation | 0       | en stagnation |  |  |
|                          | Mouvement néo-indépendantiste et souverainiste                       | 173    | 1,24  | 1,24  | 0      | en stagnation | 0       | en stagnation |  |  |
|                          |                                                                      |        |       |       |        |               |         |               |  |  |
|                          | Indépendantistes                                                     | 12 670 | 90,61 | 2,50  | 14     | en stagnation | 7       | en stagnation |  |  |
|                          | Anti-indépendantistes                                                | 1 313  | 9,39  | 2,50  | 0      | en stagnation | 0       | en stagnation |  |  |
|                          |                                                                      |        |       |       |        |               |         |               |  |  |
| Suffrages exprimés       | Suffrages exprimés                                                   | 13 983 | 99,18 |       |        |               |         |               |  |  |
| Votes blancs             | Votes blancs                                                         | 58     | 0,41  |       |        |               |         |               |  |  |
| Votes nuls               | Votes nuls                                                           | 58     | 0,41  |       |        |               |         |               |  |  |
| Total                    | Total                                                                | 14 099 | 100   | -     | 14     | en stagnation | 7       | en stagnation |  |  |
| Abstentions              | Abstentions                                                          | 7 106  | 33,51 |       |        |               |         |               |  |  |
| Inscrits / participation | Inscrits / participation                                             | 21 205 | 66,49 | 0,68  |        |               |         |               |  |  |

## Analyses et suite
Le rapport de force électoral entre les deux factions traditionnelles de la vie politique néo-calédonienne reste sensiblement le même que lors des précédents scrutins, avec 42,38 % des suffrages exprimés dans l'ensemble de l'archipel pour les listes indépendantistes (0,93 point de plus qu'aux provinciales de 2014 et 0,95 points de moins qu'au référendum de 2018) et 54,08 % des voix pour celles s'affichant ouvertement comme non-indépendantistes (4,47 points de moins qu'en 2014 et 2,59 points de moins qu'en 2018). En revanche, bien que totalement absentes cinq ans auparavant, les formations officiellement neutres sur la question de l'avenir institutionnel, présentes uniquement en Province Sud, totalisent 3,54 % des votes.
Le camp indépendantiste progresse d'un siège au Congrès, mais n'obtient pas la majorité absolue; objectif qu'il s'était fixé durant la campagne. Le camp anti-indépendantiste est marqué par un net recul de Calédonie ensemble au profit de l'alliance de droite L'Avenir en confiance. Les deux camps vont devoir s'accorder pour l'organisation d'un nouveau référendum sur l'indépendance de la Nouvelle Calédonie, à la suite de celui de 2018.
Le 17 mai 2019, les exécutifs de chaque assemblée provinciale sont constitués, entérinant la victoire des listes arrivées en tête : Sonia Backès devient présidente de l'Assemblée de la Province Sud au second tour avec 23 voix sur 40, grâce au soutien du nouveau parti communautaire wallisien et futunien, L'Éveil océanien, tandis que L'Avenir en confiance prend les trois vice-présidences ; Paul Néaoutyine obtient un cinquième mandat à la tête de l'Assemblée de la Province Nord, au premier tour et à l'unanimité des 22 conseillers, et les trois vice-présidents sont issus de l'UNI comme lors de la mandature précédente ; Jacques Lalié est élu pour diriger l'Assemblée de la Province des îles Loyauté, lui-aussi au premier tour avec douze voix sur quatorze (seuls les deux représentants du Parti travailliste ont préféré s'abstenir ou voter blanc), et les trois vice-présidences sont réparties entre les trois partis qui l'ont soutenu (le Palika, l'UC et le LKS).
Le nouveau président du Congrès est élu le 24 mai 2019. Il s'agit d'un indépendantiste, Rock Wamytan, élu par 29 voix sur 54 grâce aux élus de L'Éveil océanien. Après deux semaines de blocage, le nouveau président de la Nouvelle-Calédonie est élu le 28 juin par le gouvernement collégial, l'anti-indépendantiste Thierry Santa recueillant six voix sur onze.